# Sylvia Borren

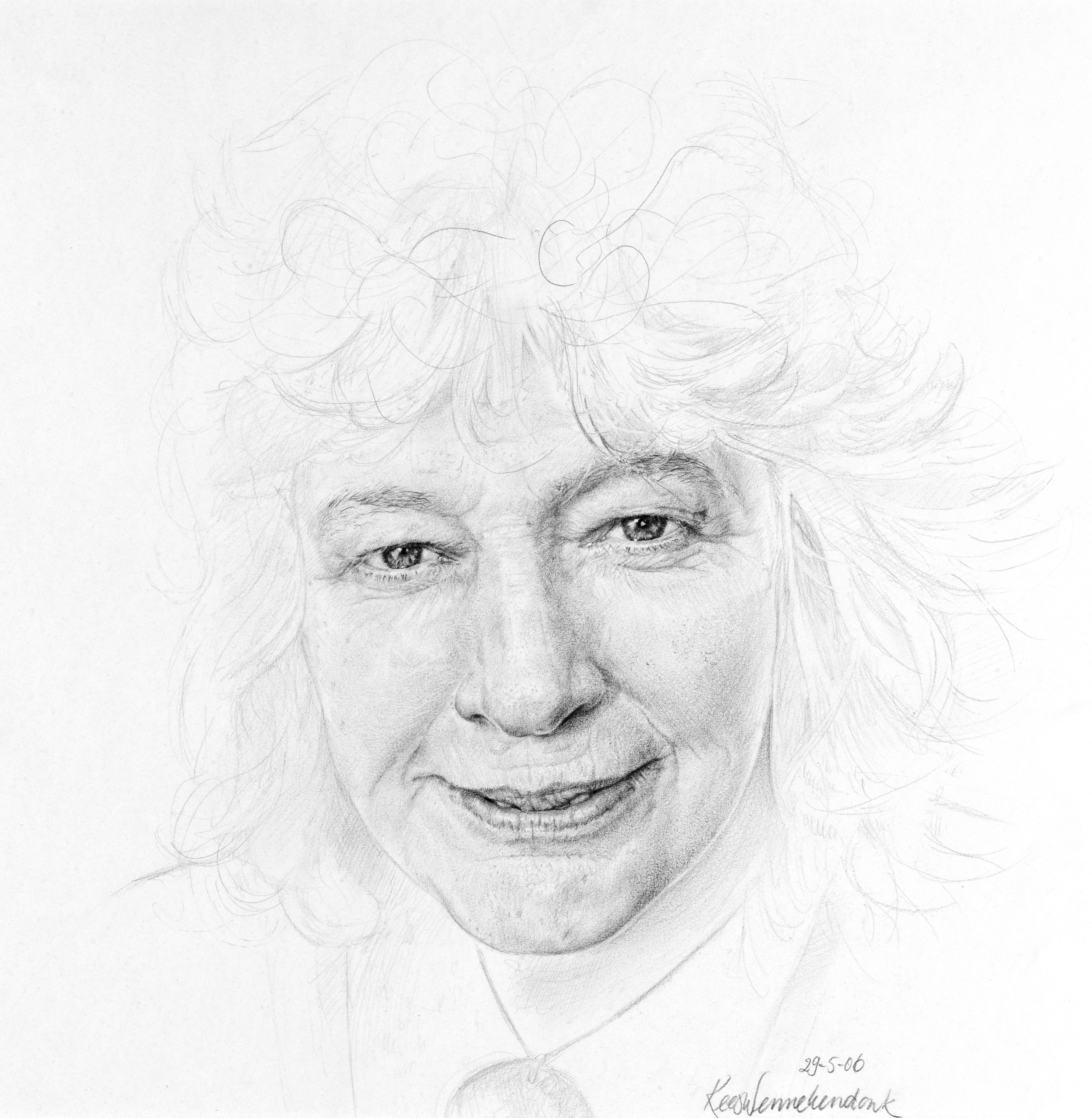
Sylvia Borren door Kees Wennekendonk (2006)

Sylvia Borren (Eindhoven, 20 september 1950) is landelijk bestuurslid geweest bij het COC, was actief betrokken bij the International Lesbian and Gay Association (ILGA), en medeoprichtster van the International Lesbian Information Service (ILIS). Ook is zij actief geweest in de wereldwijde vrouwenbeweging. 
Van 1984-1992 had zij zitting in de Raad voor het Jeugdbeleid en van 1995 tot 2004 was zij bestuurslid van RIAGG Stad Utrecht en lid van de Raad van Toezicht van Altrecht (geestelijke gezondheidszorg).
Borren is medeoprichter van het NSF (Nederlands Sociaal Forum) en initiatiefnemer van de Nieuwe Dialoog (een overleg van vakbonden, en een scala van maatschappelijke organisaties in Nederland). Borren is lid en voormalige co-voorzitter van de Worldconnectors, een ronde tafel van betrokken en prominente Nederlanders uit alle sectoren van de samenleving die zich inzetten voor een duurzame, rechtvaardige en vreedzame wereld.

## Loopbaan
Borren is geboren als vierde van acht kinderen. Haar vader was technisch directeur bij Philips. De familie emigreerde naar Nieuw-Zeeland in 1962, waar Borren de middelbare school afrondde en studeerde. Ze heeft een Bachelor graad in “Education and Religious Studies” en een Master graad in “Education”.
Sinds 1975 woont en werkt zij in Nederland.
- 1976-1980 schooladviesdienst Haarlem
- 1980-1985 gemeente Haarlem, projectleider gezondheidsvoorlichting en opvoeding
- 1985-1994 organisatieadviesbureau De Beuk, consultant
- 1994-1999 Novib, directeur projecten
- 1999-2008 Oxfam Novib, algemeen directeur
- 2011-2016 Greenpeace Nederland, algemeen directeur